# Klaudija Böllein
Marija Klaudija Böllein (Đakovo, 17. siječnja 1875. – Varaždin, 3. veljače 1952.), katolička redovnica uršulinka i službenica Božja.

## Životopis
Rođena je 17. siječnja 1875. g. u Đakovu, od majke Glorije Hrvat i oca Ivana Bölleina. Na krštenju je dobila ime Jerina. Otac joj je umro mlad, dok je mala Jerina imala tek tri godine, tako da je njezin djed Karlo utjecao na njezin odgoj. Bio je to pobožan čovjek, intiman prijatelj biskupa Strossmayera, odlikovan od Crkve Odličjem sv. Silvestra.
Jerina će mladost provesti sa svojom majkom u Zagrebu, odgajana kod sestara milosrdnica, gdje prima prvu pričest u dobi od 12 godina, pričest koja će biti za nju pravi mistički dar, od izrazito duboka značenja, o čemu je zapisala: "Veliku sam milost primila na dan prve sv. pričesti, dne 1. svibnja 1887. Nekoliko sati bila sam posve odsutna iz zemaljskog života, istrgnuta od svega stvorenog, a proniknuta prisutnošću Božjom. Osjećala sam Boga u sebi. Moja sreća bila je neopisiva."
Godine 1909. polaže svečane zavjete u redu uršulinki, u Varaždinu, uzevši ime Marija Klaudija. Godine 1915. izabrana je za prioru, a 1918. i drugi put. Poslije će preuzimati povremeno vodstvo novicijata i ostale razne službe: asistentice, učiteljice mladih profesa i tajnice. Već 1930. oboli, ali mnogo ozbiljnije i teže 1941., od tifusa. Otada se nikad ne će oporaviti i proći će punih deset godina velikih tjelesnih i duševnih patnja, sa svim kušnjama poniženja i mističnog čišćenja, sve do smrti.
Umrla je u nedjelju 3. veljače 1952. g., u tri sata poslijepodne. Sprovod je bio 5. veljače 1952. g., u tri sata poslijepodne, na Varaždinskome gradskom groblju. Godine 1977. dio svetih ostataka prenesen je u uršulinsku crkvu u Varaždinu. U "Indexu ac status Causarum", Kongregacija za kauze svetaca u Vatikanu uvrstila ju je među službenice Božje 1999. godine.